# Mladen Tutavac
Mladen Tutavac (Split, 16. srpnja 1965.), hrvatski dirigent.
U rodnom gradu je završio srednju Glazbenu školu, na odjelima za kontrabas (1984.), te za klavir (1986.). Od 1984./86. bio je stalni član orkestra (kontrabasist) Opere HNK u Splitu. Nakon odsluženja vojnog roka (1987.) upisuje Glazbenu akademiju u Zagrebu na odsjek za dirigiranje u klasi prof. Pavla Dešpalja. na kojoj diplomira 1991. godine. Iste godine nagrađen je Rektorovom nagradom za izvedbu Mozartove opere "Figarov pir" s ansamblom Akademije.
Od 1991. bio je zaposlen u HNK Zagreb kao zborovoda Opere, a krajem 1993. godine postaje stalni član Opere HNK u Osijeku kao njen dirigent i zborovođa.
Dosada je ravnao brojnim predstavama (dvadesetak različitih opernih, operetnih, baletnih naslova, te mjuzikla) kao i mnogim novogodišnjim, uskrsnim i opernim gala-koncertima. Od 2000. do 2001. obnašao je funkciju ravnatelja opere. Gostovao je u operi HNK-a u Splitu kao dirigent predstave „Ljubavni napitak“ G. Donizettija.
Osnivač je (do sada i jedini dirigent) komornog orkestra "Franjo Krežma" s kojim je imao zapažene nastupe u Osijeku, Zagrebu i Rovinju. 1994. – 1996. vodio je gudački orkestar GŠ "Franjo Kuhač" u Osijeku koji je 1995. na državnom natjecanju orkestara srednjih glazbenih škola Hrvatske osvojio prvo mjesto i prvu nagradu. Iste godine vodio je i osječki pjevački zbor "Lipa" na natjecanje u Zadar koji je tada osvojio drugu nagradu.
U Osijeku se od 1994. – 2000. također bavio i pedagoškim radom i to na GŠ "Franjo Kuhač" te na Filozofskom fakultetu na Odsjeku za glazbenu kulturu.
Od 2010. do kraja 2011. vodio Šibensko pjevačko društvo "Kolo" koje je u tom periodu dva puta osvojilo posebnu nagradu za najbolju izvedbu djela hrvatskog skladatelja na susretima hrvatskih pjevačkih zborova u Novigradu.
U proljeće 2014. izabran za predsjednika "Francuske alijanse" u Osijeku.

U rujnu 2016. dirigirao predstavu  "N. Š. Zrinski" u Mađarskoj državnoj operi u Budimpešti.Od 2017. umjetnički je suradnik na Akademiji za umjetnost i kulturu u Osijeku a od 2020. u zvanju docenta.